# Shota Saito (fotbollsspelare född 1996)
Shota Saito (斎藤 翔太 Saito Shota?), född 7 december 1996 i Saitama prefektur, är en japansk fotbollsspelare.
Saito började sin karriär 2015 i Urawa Reds. 2016 flyttade han till Mito HollyHock. Efter Mito HollyHock spelade han för Japan Soccer College.